# Liste der Baudenkmäler in Halfing
Auf dieser Seite sind die Baudenkmäler in der oberbayerischen Gemeinde Halfing zusammengestellt. Diese Tabelle ist eine Teilliste der Liste der Baudenkmäler in Bayern. Grundlage ist die Bayerische Denkmalliste, die auf Basis des Bayerischen Denkmalschutzgesetzes vom 1. Oktober 1973 erstmals erstellt wurde und seither durch das Bayerische Landesamt für Denkmalpflege geführt wird. Die folgenden Angaben ersetzen nicht die rechtsverbindliche Auskunft der Denkmalschutzbehörde.

## Einzeldenkmäler

### Halfing
| Lage                             | Objekt                                                    | Beschreibung | Akten-Nr.             | Bild                                |
| -------------------------------- | --------------------------------------------------------- | --- | --------------------- | ----------------------------------- |
| Bahnhofstraße 32 (Standort)      | Stallteil mit Bundwerk-Obergeschoss                       | um 1840. | D-1-87-139-2 Wikidata | Stallteil mit Bundwerk-Obergeschoss |
| Kirchplatz 1 (Standort)          | Katholische Pfarr- und Wallfahrtskirche Mariä Himmelfahrt | Saalbau mit wenig eingezogenem, halbrund schließendem Chor und Südwestturm mit Spitzhelm, Turm und Langhausmauern 15. Jahrhundert, barocker Ausbau ab 1727 von Thomas Mayr; mit Ausstattung. | D-1-87-139-1 Wikidata | weitere Bilder                      |
| Moosstraße 10 (Standort)         | Stadel                                                    | mit Gitterfeld-Bundwerk und gemauertem Erdgeschoss, um Mitte 19. Jahrhundert | D-1-87-139-4 Wikidata | Stadel                              |
| Rosenheimer Straße 4 (Standort)  | Pfarramt                                                  | historisierender zweigeschossiger Walmdachbau mit Fassadengliederung, 2. Hälfte 19. Jahrhundert                                                                                              | D-1-87-139-5 Wikidata | weitere Bilder                      |
| Wasserburger Straße 1 (Standort) | Tür                                                       | zweiflügelig, um 1860/70 | D-1-87-139-6          | Tür                                 |

### Egg
| Lage                | Objekt      | Beschreibung | Akten-Nr.             | Bild |
| ------------------- | ----------- | --- | --------------------- | ---- |
| Nähe Egg (Standort) | Ortskapelle | kleiner Saalbau mit halbrund schließendem Chor und westlichem Dachreiter, letztes Viertel 19. Jahrhundert; mit Ausstattung. | D-1-87-139-7 Wikidata | BW   |

### Fahrtbichl
| Lage                    | Objekt    | Beschreibung                                                        | Akten-Nr.              | Bild |
| ----------------------- | --------- | ------------------------------------------------------------------- | ---------------------- | ---- |
| Fahrtbichl 2 (Standort) | Bildstock | steinern, Laterne mit bemalten Täfelchen, 2. Hälfte 15. Jahrhundert | D-1-87-139-23 Wikidata | BW   |

### Forchtenegg
| Lage                  | Objekt                               | Beschreibung                                                                       | Akten-Nr.             | Bild                                 |
| --------------------- | ------------------------------------ | ---------------------------------------------------------------------------------- | --------------------- | ------------------------------------ |
| Schloßberg (Standort) | Ehemalige Schlosskapelle Forchtenegg | kleiner quadratischer Satteldachbau, barocker Bau, 1814 erneuert; mit Ausstattung. | D-1-87-139-9 Wikidata | Ehemalige Schlosskapelle Forchtenegg |

### Gehersberg
| Lage                    | Objekt | Beschreibung                                                                                      | Akten-Nr.              | Bild |
| ----------------------- | ------ | ------------------------------------------------------------------------------------------------- | ---------------------- | ---- |
| Gehersberg 3 (Standort) | Stadel | mit Bundwerk und Bemalung, teilweise Unterbau aus Klaubsteinmauerwerk, 1. Drittel 19. Jahrhundert | D-1-87-139-10 Wikidata | BW   |

### Grafing
| Lage                      | Objekt     | Beschreibung                                                        | Akten-Nr.              | Bild |
| ------------------------- | ---------- | ------------------------------------------------------------------- | ---------------------- | ---- |
| Eberloher Feld (Standort) | Brechhütte | Klaubsteinmauerbau, teilweise Holzkonstruktion, 18./19. Jahrhundert | D-1-87-139-12 Wikidata | BW   |

### Gunzenham
| Lage                                            | Objekt                                        | Beschreibung                                                                 | Akten-Nr.              | Bild           |
| ----------------------------------------------- | --------------------------------------------- | ---------------------------------------------------------------------------- | ---------------------- | -------------- |
| Gunzenham 3 (Standort)                          | Bundwerkstadel mit eingebautem Getreidekasten | 1. Hälfte 19. Jahrhundert                                                    | D-1-87-139-14 Wikidata | weitere Bilder |
| Gunzenham 10 (Standort)                         | Ehemaliges Austragshaus                       | zweigeschossiger Satteldachbau mit horizontalen Backsteingliederungen, 1866. | D-1-87-139-15 Wikidata | weitere Bilder |
| Halfinger Feld in der Flur Gunzenham (Standort) | Feldkapelle                                   | kleiner Massivbau mit Steildach, 2. Hälfte 17. Jahrhundert; mit Ausstattung. | D-1-87-139-13 Wikidata | weitere Bilder |

### Mühldorf
| Lage                    | Objekt                         | Beschreibung                                                                  | Akten-Nr.              | Bild           |
| ----------------------- | ------------------------------ | ----------------------------------------------------------------------------- | ---------------------- | -------------- |
| Kapellenfeld (Standort) | Votivkapelle Unsere Liebe Frau | kleiner Saalbau mit Westturm, erbaut von Joseph Martl, 1831; mit Ausstattung. | D-1-87-139-16 Wikidata | weitere Bilder |

### Rundorf
| Lage                 | Objekt      | Beschreibung                                                                         | Akten-Nr.              | Bild |
| -------------------- | ----------- | ------------------------------------------------------------------------------------ | ---------------------- | ---- |
| Rundorf 1 (Standort) | Ortskapelle | kleiner Satteldachbau mit Lourdesgrotte, 2. Hälfte 19. Jahrhundert; mit Ausstattung. | D-1-87-139-18 Wikidata | BW   |

### Sonnendorf
| Lage                     | Objekt | Beschreibung                                                                              | Akten-Nr.              | Bild |
| ------------------------ | ------ | ----------------------------------------------------------------------------------------- | ---------------------- | ---- |
| In Sonnendorf (Standort) | Stadel | quer zum Bauernhaus stehend, Bruchstein mit Backsteinschichten, seltener Typ, um 1870/90. | D-1-87-139-21 Wikidata | BW   |

### Wölkham
| Lage                  | Objekt                                                             | Beschreibung          | Akten-Nr.              | Bild |
| --------------------- | ------------------------------------------------------------------ | --------------------- | ---------------------- | ---- |
| In Wölkham (Standort) | Bundwerkstadel mit vier eingebauten Getreidekästen und Dreschtenne | Mitte 19. Jahrhundert | D-1-87-139-22 Wikidata | BW   |

## Ehemalige Baudenkmäler
In diesem Abschnitt sind Objekte aufgeführt, die früher einmal in der Denkmalliste eingetragen waren, jetzt aber nicht mehr. Objekte, die in anderem Zusammenhang also z. B. als Teil eines Baudenkmals weiter eingetragen sind, sollen hier nicht aufgeführt werden. Aktennummern in diesem Abschnitt sind ehemalige, jetzt nicht mehr gültige Aktennummern.

| Lage                                | Objekt | Beschreibung                                                    | Akten-Nr.             | Bild |
| ----------------------------------- | ------ | --------------------------------------------------------------- | --------------------- | ---- |
| Halfing Bahnhofstraße 38 (Standort) | Stadel | mit Bundwerk und überbautem Getreidekasten, 18./19. Jahrhundert | D-1-87-139-3 Wikidata | BW   |